# Rio Barra Grande (Paraná)
O rio Barra Grande é um curso de água que banha o estado do Paraná, no município de Ortigueira.
Próximo ao reservatório da Usina Hidrelétrica Governador Jayme Canet Júnior, na estrada entre os distritos de Lajeado Bonito e Natingui, há uma ponte sobre o referido rio, com 374 metros de extensão, com nove vãos centrais medindo 33,6 metros de largura.